# Lo esencial
Lo Esencial es una caja recopilatoria de los primeros 8 álbumes del cantante mexicano Emmanuel, desarrollada por Sony BMG en 2008. Incluye 4 discos, 3 discos de audio y 1 DVD de grabaciones originales desarrollados entre 1976 y 1990 Solo presenta una remasterización en el disco 1 con el tema Quiero dormir cansado y fue realizada en 2004. No incluye ningún extra.
- Datos: Q5977962